# اللرتون (تشيشير)
اللرتون (بالإنجليزية: Ollerton, Cheshire)‏ هي قرية وأبرشية مدنية تقع في المملكة المتحدة في إنجلترا. يقدر عدد سكانها بـ 323 نسمة .